# Rubus amplistipulus
Rubus amplistipulus är en rosväxtart som beskrevs av Henri L. Sudre. Rubus amplistipulus ingår i släktet rubusar, och familjen rosväxter. Inga underarter finns listade i Catalogue of Life.